# عمارت شهرداری (تهران)
عمارت بلدیه تهران یا ساختمان شهرداری تهران یا بانام کنونی خانه شهر ساختمان اولیه که به دستور موسیو گاسپار ایپگیان، شهردار ارمنی وقت تهران، در میان سال‌های ۱۳۰۰ تا ۱۳۰۲ خورشیدی در ضلع شمالی میدان توپخانه (میدان سپه) تهران ساخته شد. این ساختمان در میان سال‌های ۱۳۴۵ تا ۱۳۴۸ ویران شد (تاریخ تخریب در برخی منابع ۱۳۴۷ آمده‌است) و جای آن فضای سبز ایجاد و پس از مدتی به پایانه اتوبوسرانی شرکت واحد اتوبوسرانی تهران و حومه واگذار گردید. از سال ۱۳۹۴ ساختمان با همان طراحی اولیه در حال بازسازی است. رونما و دکور این ساختمان در شهرک سینمایی غزالی برای ساختن فیلم‌های تاریخی شبیه‌سازی شده‌است.

## پیشینه ساختمان
پس از کودتای سوم اسفند و صدارت سید ضیاءالدین طباطبایی فردی ارمنی به نام گاسپار ایپگیان کفیل بلدیه شد. او با جدا کردن بلدیه از نظمیه دگرگونی بسیاری در آن پدیدآورد. ایپکیان برای ساماندهی و اداره امور شهرداری کوشید آنها را متمرکز کند. از این رو نخستین ساختمان مرکزی شهرداری تهران را بخش شمالی میدان توپخانه پایه‌گذاری کرد. با کنار رفتن دولت سید ضیاء و به قدرت رسیدن سردار سپه، سرلشکر کریم بوذرجمهری شهردار تهران شد و ساختمان نیمه‌کاره بلدیه یا شهرداری پسین آماده شد. این ساختمان تا میانه‌های دهه چهل خورشیدی همچنان بر پا بود و نماد شهرداری تهران به‌شمار می‌رفت.
با این همه در درازنای این چهل و چند سال، این ساختمان دگرگونی‌های بسیاری را به خود دید و سر در آن سه بار تغییر شکل داد. در واپسین تغییر در دهه چهل آمیزه‌ای نا بهنجار از معماری قرن نوزدهمی و معماری مدرن دهه چهل نمای این ساختمان را زشت کرد تا جایی که پس از چندی بنا به کل تخریب شد.
از ۱۳۹۴ ساختمان در حال بازسازی به حالت اولیه است

## ویژگی‌های معماری و مکانی

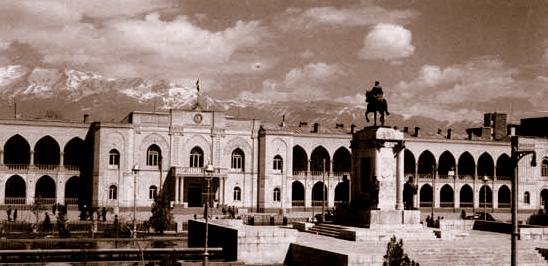
دومین نمای ساختمان شهرداری پس از تخریب تاج ورودی و ساخت بالکن

معمار این بنا نیکلای مارکف معمار برجسته ایرانی گرجستانی مقیم ایران بود. مارکف برای شهرداری تهران کار می‌کرد و ساختمان‌های بسیاری را در تهران و شهرهای پیرامونی آن ساخته‌است.
در ضلع شمالی این ساختمان، یک کوچه باریک چهار متری بود که کوچه پشت شهرداری نام داشت. ساختمان‌هایی که بر این کوچه باریک جای گرفته بودند، پس از تخریب ساختمان شهرداری نمای میدان توپخانه شدند.

## طرح‌های بازسازی

عمارت شهرداری (بلدیه تهران) پس از اتمام بازسازی در سال ۱۴۰۴ در قاب مشترک با ساختمان مجلس و کوه دماوند

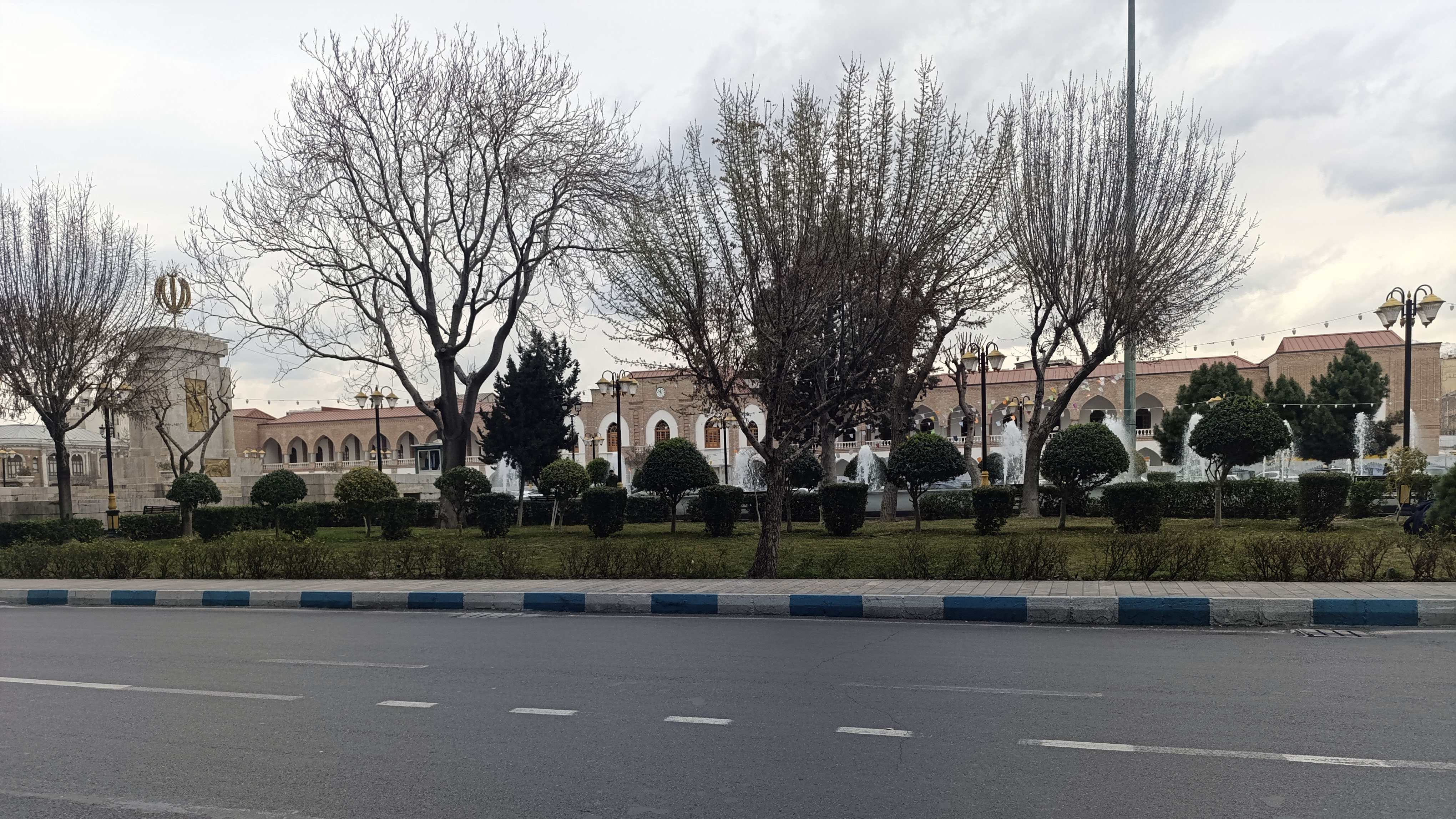
نمای کنونی پس از بازسازی

طرح بازسازی این ساختمان در قالب طرح ساماندهی میدان توپخانه به همراه ساختمان تلگرافخانه از سال ۱۳۸۲ توسط مهندسین مشاور آمود مطرح شد و پس از تأیید سازمان میراث فرهنگی و ترافیک در سال ۱۳۸۳ طرح بازسازی بدنه‌های شمالی و جنوبی میدان توپخانه تهران در کمیسیون ماده پنج شهرداری تهران به تصویب رسید و قرار بود که با جابجایی پایانه اتوبوس شهری از محل پیشین ساختمان بلدیه و ساخت راه زیرگذر پیاده‌رو از ایستگاه مترو به سوی خیابان فردوسی با احیای بدنه‌های تاریخی این میدان، سیمای تاریخی دوره پهلوی اول بازسازی شود. در سال ۱۳۹۱ نیز طرح احیای نقش فرهنگی- گردشگری میدان توپخانه مطرح شد.

### خانه شهر
با گذشت نیم سده از ویرانی این ساختمان، در فروردین ۱۳۹۴ در راستای انجام پروژه «طرح ساماندهی میدان امام خمینی» عملیات اجرایی ساخت دوباره ساختمان بلدیه در میدان توپخانه با همان شکل و نما آغاز شد. در طرح ساماندهی میدان توپخانه ساختمانی به سیمای عمارت بلدیه تهران (ساختمان شهرداری تهران) به نام خانه شهر در بخش شمالی میدان ساخته می‌شود. این ساختمان ۱۸ هزار مترمربعی قرار است با کاربری فرهنگی در چهار طبقه (دو طبقه زیرزمین و دو طبقه روی زمین) در زمینی به مساحت ۴۵۰۰ مترمربع بر پا گردد.

## نگارخانه

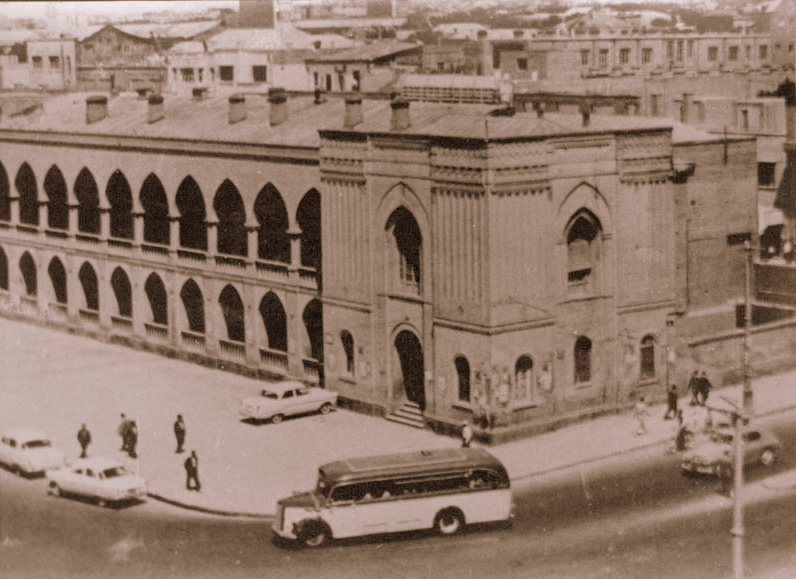
نمای ضلع شرقی و جنوبی ساختمان
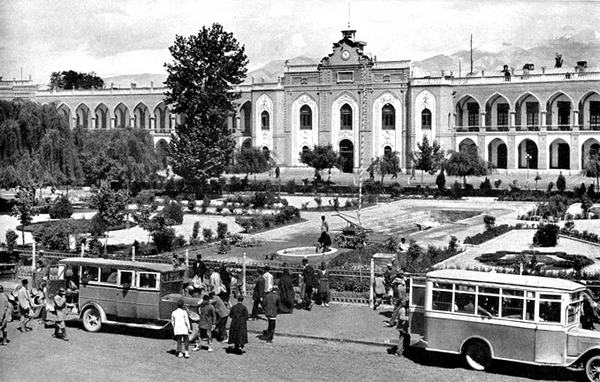
عمارت شهرداری در سویه شمالی میدان سپه
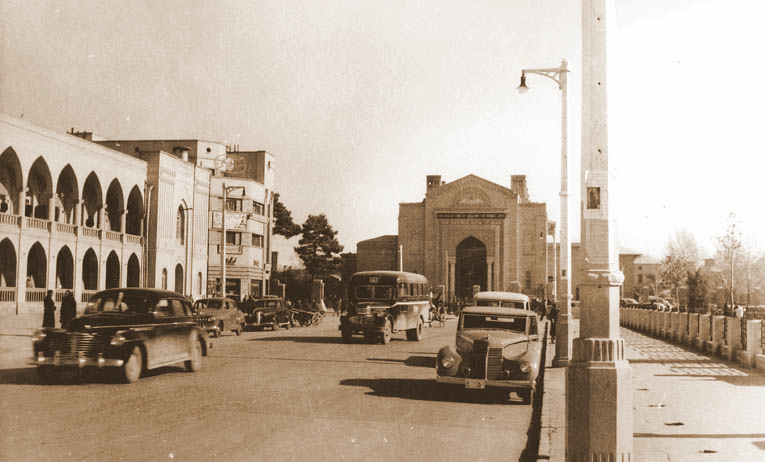
عمارت خورشید و ساختمان شهرداری دریک قاب
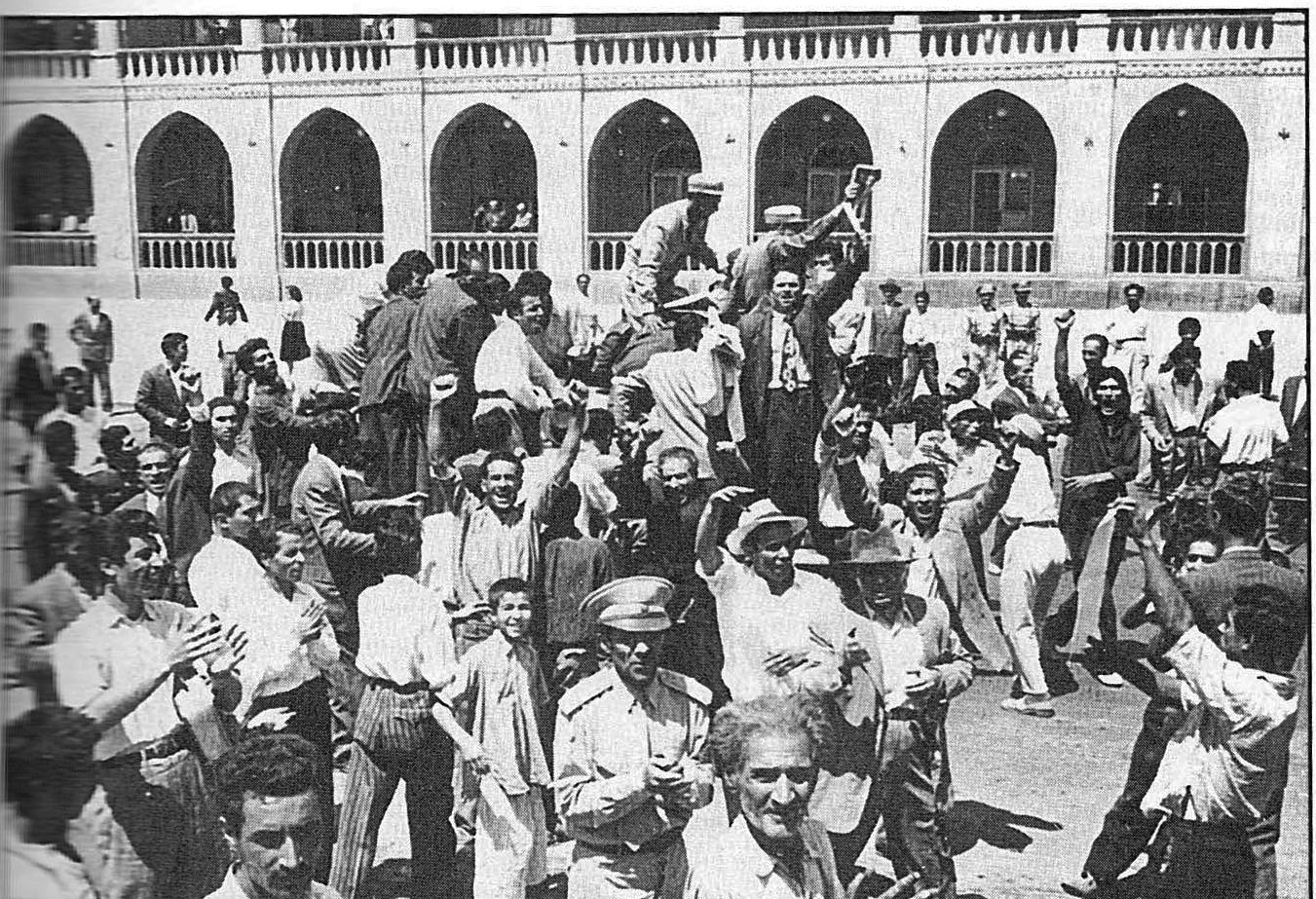
تظاهرات هواداران شاه در روز ۲۸ مرداد ۱۳۳۲ جلوی عمارت شهرداری در میدان توپخانه
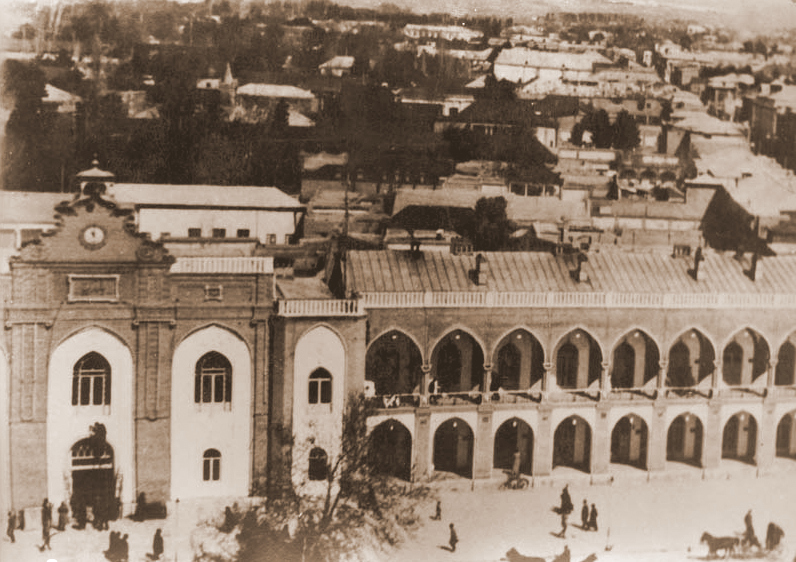
نمای ساختمان تا دهه بیست خورشیدی
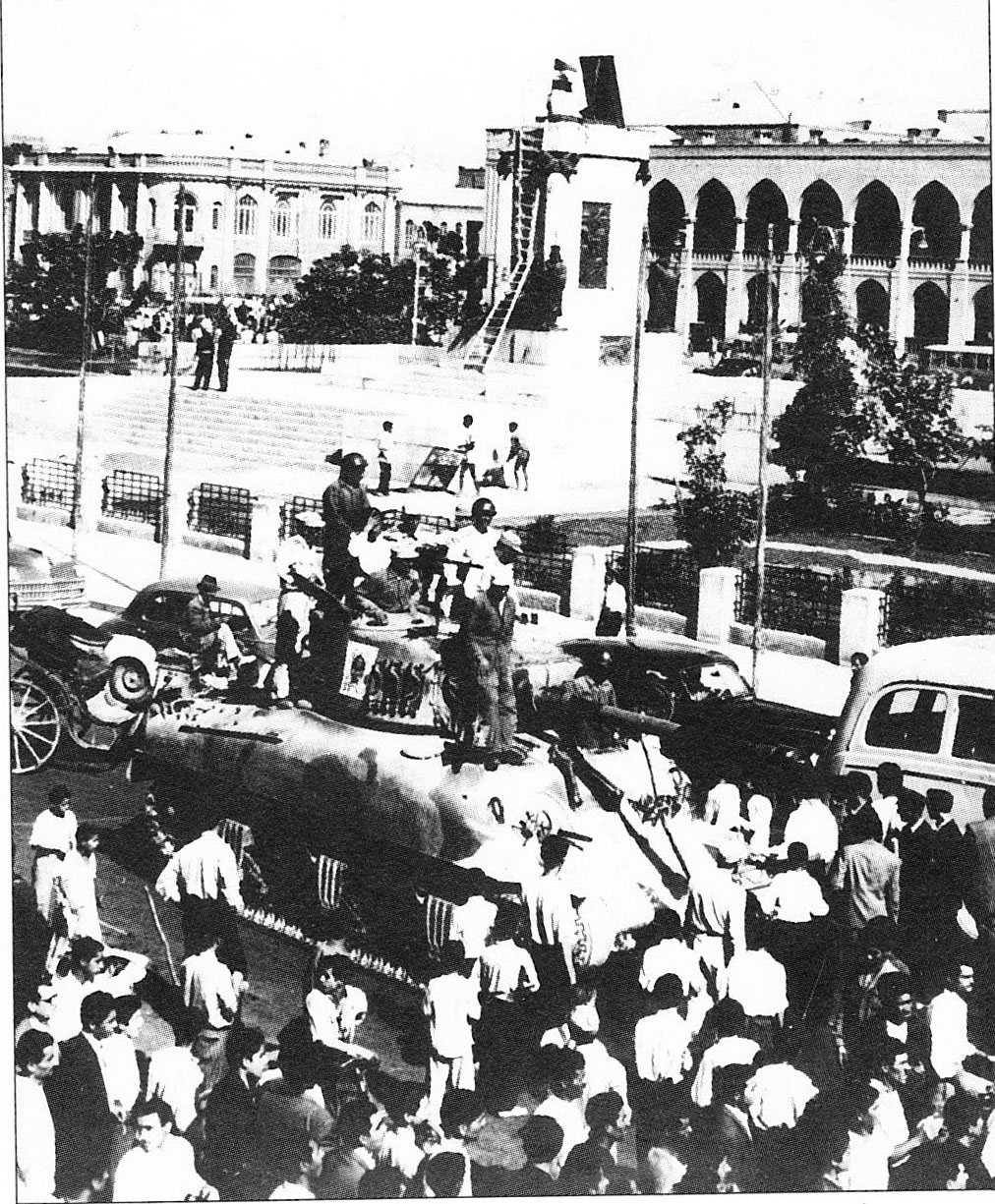
تظاهرات هواداران شاه